# Peter Kircher

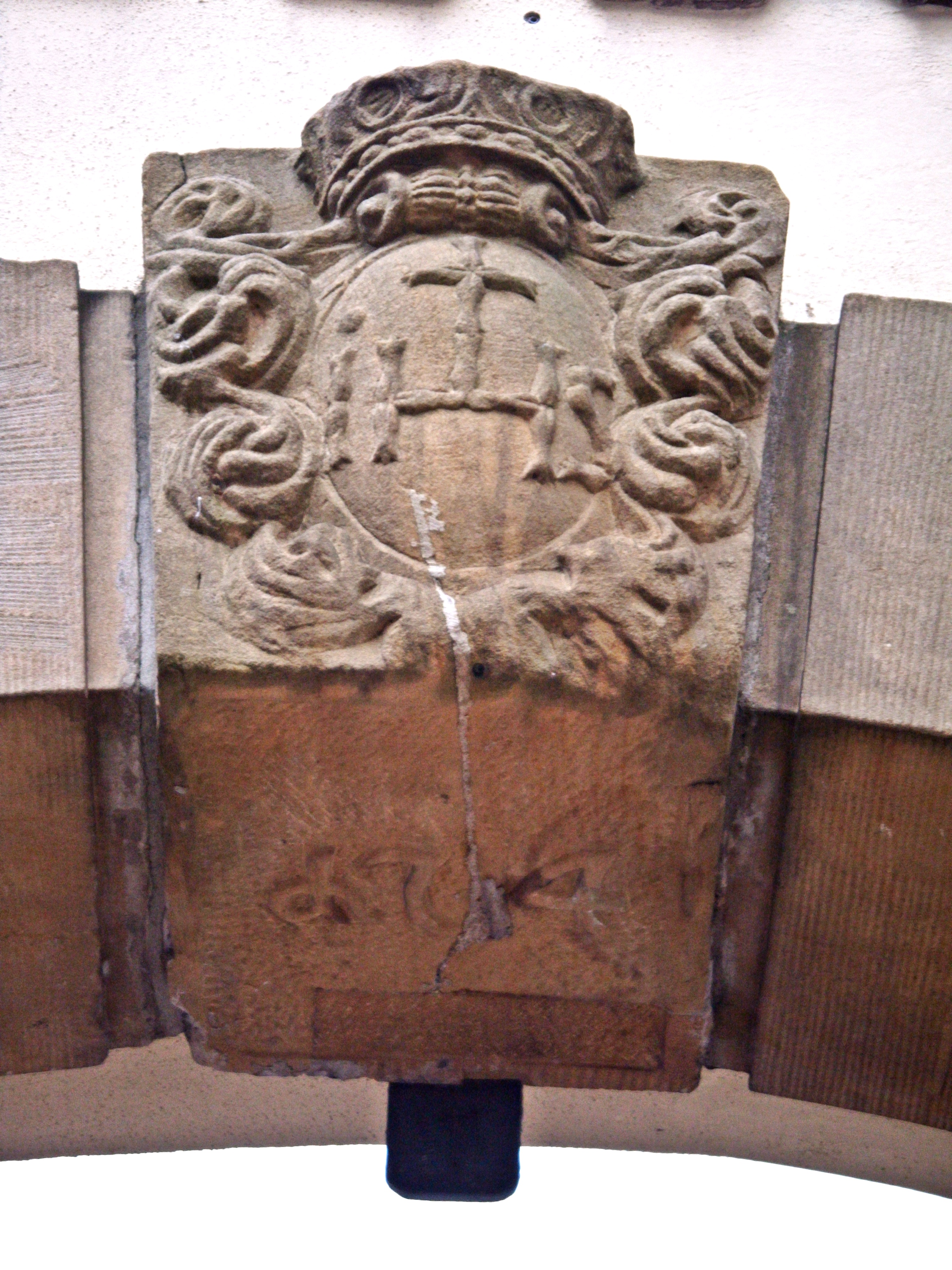
Wappenschlussstein vom Eingangstor des Jesuitenkollegs Speyer

Peter Kircher (* 1592  in Speyer; † 27. September 1629 in Zeil am Main) war ein deutscher Jesuit, Prediger und Hexenseelsorger.

## Leben und Wirken
Er trat 1610 in das Jesuitenkolleg Speyer ein und wurde 1625 Regens des von seinem Orden geführten Priesterseminars Bamberg. Dort lehrte er zugleich auch Moraltheologie und wirkte als der erste feste Prediger an der Jesuitenkirche St. Martin Bamberg.
Als Gefängnisseelsorger hatte er auch die hier in jener Zeit häufig als Hexen Bezichtigten zu betreuen. Er nahm sich dieser Aufgabe mit großer Hingabe an und setzte sich für die humane Behandlung der unschuldigen Opfer ein. In den Jahren von 1626 bis 1629 bereitete er etwa 400 verurteilte Hexen auf den Tod vor und begleitete sie bei der Hinrichtung. Bis zum Vortag seines eigenen Todes hatte er in Zeil am Main, wo damals der Hexenwahn besonders wütete, drei Tage lang die Verurteilten betreut. Er starb dort 1629, worüber der Historiker Patrizius Wittmann schreibt:  „...in der Blüte seines Lebens, ein Opfer seines schweren und man darf wohl sagen, ebenso schrecklichen als verdienstlichen Berufes.“ 
In dem historischen Roman Die Seelen im Feuer von Sabine Weigand über die Hexenverfolgung im Bamberger Raum, ist Pater Kircher eine der positiven Hauptfiguren. Der Roman wurde 2014 als Fernsehproduktion verfilmt. Hier wird der Jesuit von dem Schauspieler Michael A. Grimm verkörpert.